# North British Locomotive Company
Die North British Locomotive Company, abgekürzt NBL oder North British, entstand 1903 durch die Fusion der drei in Glasgow ansässigen Unternehmen Sharp, Stewart and Company, Neilson, Reid and Company und Dübs and Company und entwickelte sich zum zeitweise größten Produzenten von Dampflokomotiven in Europa. Schwierigkeiten bereitete dem Hersteller der Umstieg auf Diesel- und Elektrolokomotiven und führte 1962 zur Auflösung des Unternehmens.
Trotz des weitgehend gleichlautenden Namens bestand keine gesellschaftsrechtliche Verbindung mit der in Edinburgh ansässigen, zwischen 1844 und 1923 bestehenden Eisenbahngesellschaft North British Railway.

## Geschichte
Die Hauptfabriken Atlas Works und Hyde Park Works befanden sich in Springburn, die Queens Park Works hingegen in Polmadie. 1918 produzierte die NBL den ersten Prototyp des Mark-VIII-Panzers für die alliierten Armeen, welcher aber aufgrund des Waffenstillstandes nicht mehr in Serienproduktion ging. Zahlreiche Dampflokomotiven lieferte die NBL unter anderem nach Südafrika, Malaysia, Birma und Neuseeland, in die britische Kolonie New South Wales und den australischen Bundesstaat Victoria. 
Weniger Erfolg hatte der Hersteller mit dem Bau von Diesellokomotiven, in den er nach dem Zweiten Weltkrieg einstieg. Ende der 1950er Jahre unterzeichnete die NBL ein Abkommen mit der Maschinenfabrik Augsburg-Nürnberg (MAN), um Dieselmotoren in Lizenz zu bauen. Diese Motoren kamen Ende der 1950er Jahre in dieselhydraulischen und dieselelektrischen Lokomotiven für die British Railways (BR) zum Einsatz. Aufgrund von Konstruktionsmängeln waren die Motoren weit weniger zuverlässig als diejenigen aus deutscher Produktion. Für die BR konstruierte die NBL außerdem den mechanischen Teil der Klasse AL4, die für den Einsatz auf der West Coast Main Line bestimmt war. Die elektrischen Lokomotiven waren ebenso unzuverlässig wie die Diesellokomotiven. In der Hoffnung auf Folgeaufträge, zu denen es jedoch nicht kommen sollte, lieferte die NBL ihre Diesel- und Elektrolokomotiven mit Verlust an die BR. Gleichzeitig waren umfangreiche Garantieansprüche der Eisenbahngesellschaften zu erfüllen, sodass die NBL am 19. April 1962 Insolvenz anmelden musste.

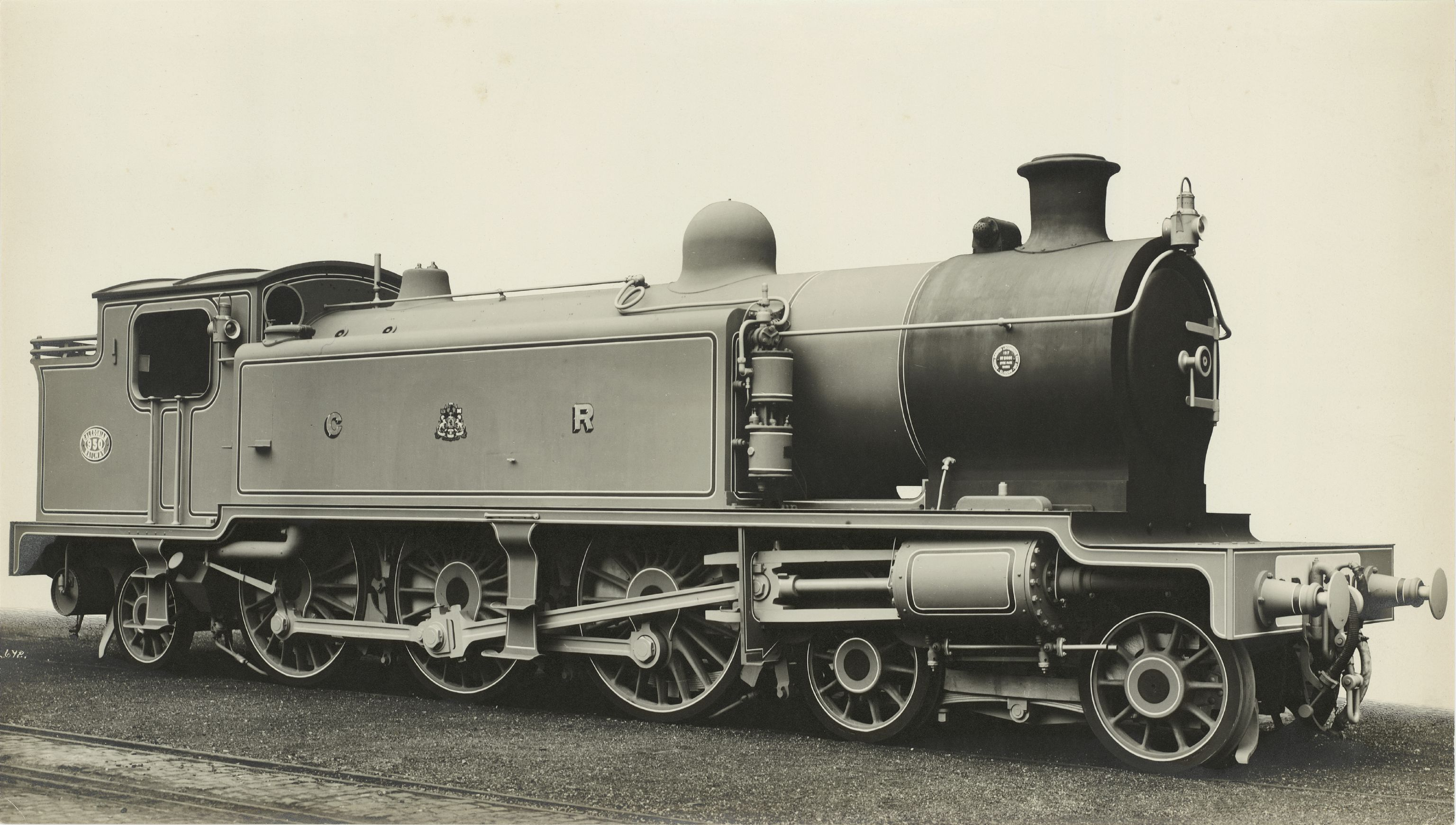
Dampflokomotive der Klasse 944 der Caledonian Railway (Baujahr 1917)
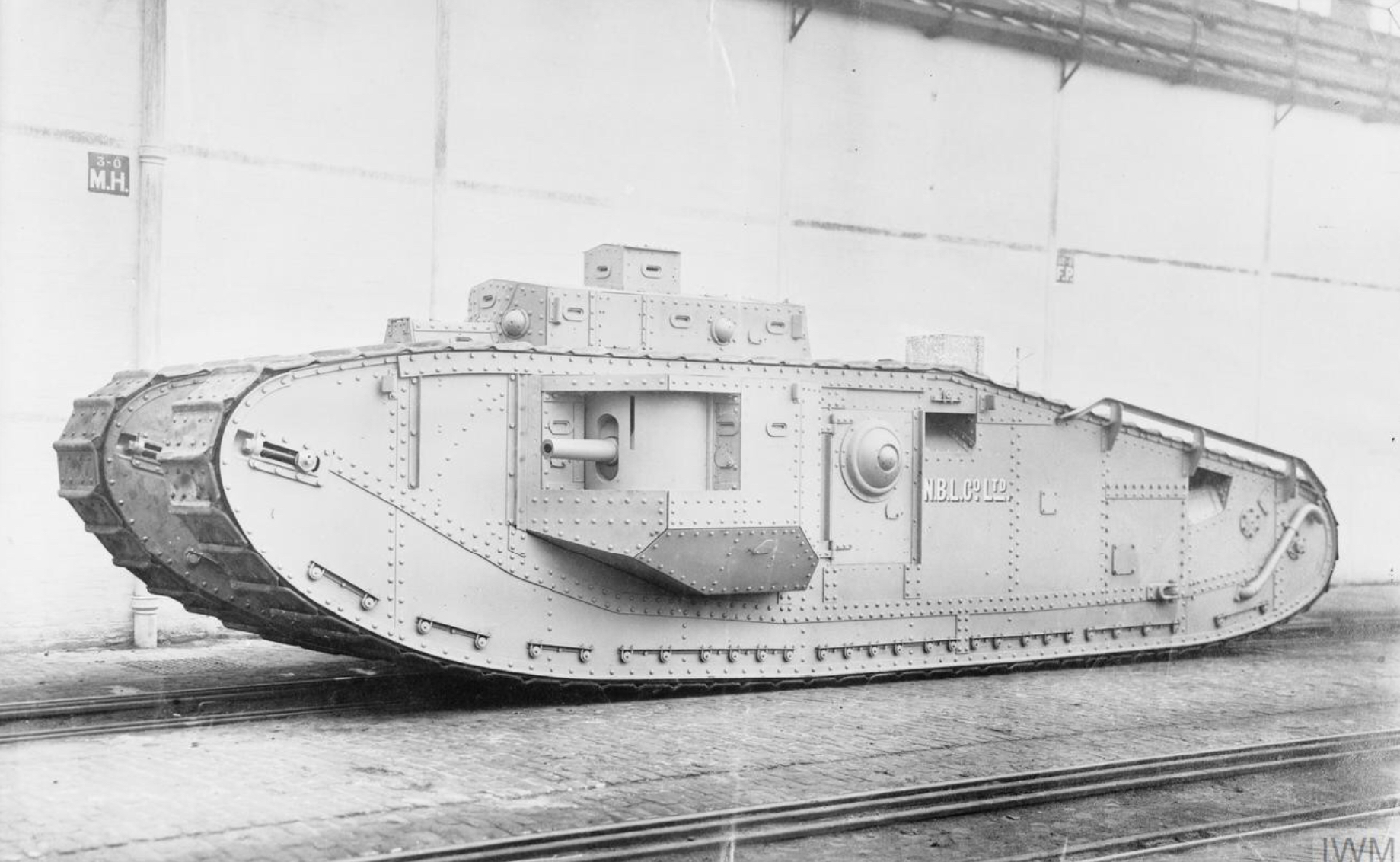
Britischer Mark-VIII-Panzer (Baujahr 1918)
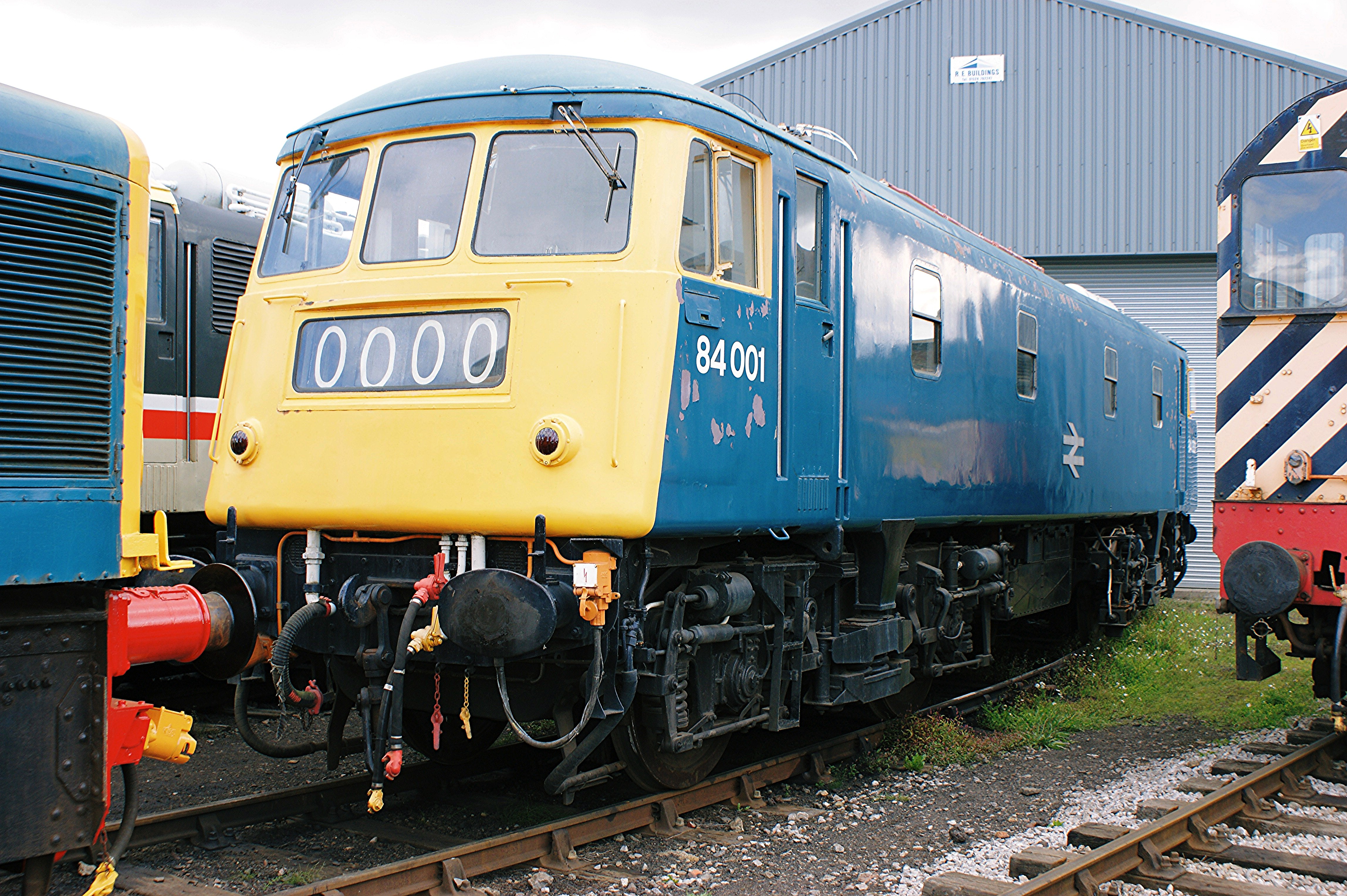
Elektrolokomotive der Klasse AL4 der British Railways (Baujahr 1960)
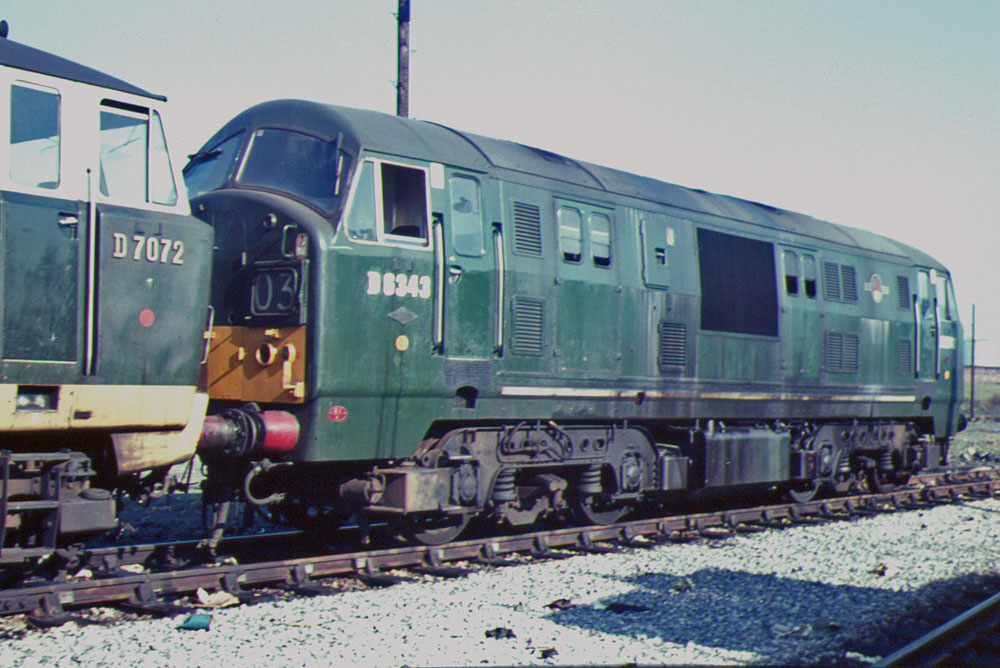
Diesellokomotive der Klasse D11/5 der British Railways (Baujahr 1962)